# Giovanni Celeste
Giovanni Celeste (Messina, 22 gennaio 1905 – al largo di Capo Murro di Porco, 28 febbraio 1943) è stato un militare italiano che prestò servizio con la Regia Marina durante la seconda guerra mondiale.

## Biografia
Nacque a Messina il 22 gennaio 1905, figlio di Giovanni e Rosa Crisafulli, ed in giovane età fu calciatore della locale squadra dell'Unione Sportiva Peloro, della quale fu anche uno dei primi capitani nei suoi primi anni di storia.
Laureatosi in Discipline Nautiche al Regio Istituto Superiore Navale di Napoli il 17 luglio 1930, nel 1931 intraprese la carriera militare e dal 26 febbraio al 13 maggio successivi fu in forza alla Regia Scuola C.R.E.M. di San Bartolomeo La Spezia, per passare poi dal 1º giugno al 4 luglio 1931 all'Istituto Idrografico di Genova e successivamente al Comando in Capo del Dipartimento Marittimo dello Jonio e del Basso Adriatico.
Nel corso della guerra civile spagnola, quale 2° del sommergibile Medusa partecipò alle operazioni militari in Spagna. Nel 1937 sposò a Trieste la signorina Elodia Miniussi dalla quale avrà una figlia, Rosinella, poi diventata un'affermata poetessa e residente in Friuli.
All'atto dell'entrata in guerra del Regno d'Italia, il 10 giugno 1940, si trovava imbarcato, in qualità di comandante in seconda, sul sommergibile Anfitrite operante nel settore del Mediterraneo orientale.
Nel corso della sua carriera si imbarcò come ufficiale a bordo degli esploratori Venezia e Mirabello, della cannoniera Lepanto e dei sommergibili Fisalia, Sirena (quale responsabile durante i lavori presso l'arsenale di Taranto dal 22 dicembre 1940 al 10 gennaio 1941), Turchese (in qualità di comandante in seconda), Medusa (in qualità di comandante in seconda), H4 (quale comandante dall'11 aprile al 27 maggio 1941), H2 (quale comandante dal 29 maggio al 31 dicembre 1941, a Taranto), Perla (quale comandante dal 3 gennaio al 9 giugno 1942).
Dal 17 agosto del 1942, con il grado di tenente di vascello, subentrò al capitano di fregata Primo Longobardo nel comando del sommergibile Enrico Toti, conservandolo sino al 20 gennaio 1943.  L'andamento della guerra nel Mediterraneo, costrinse la Regia Marina a utilizzare i sommergibili per il trasporto di materiali e anche il Toti effettuò missioni di questo tipo per rifornire la piazzaforte di Tobruk di carburante.
All'inizio del 1943, si decise di trasferire i sommergibili della Marine nationale catturati ai francesi da Biserta (Tunisia) a Castellammare di Stabia, e a Celeste venne messo a disposizione il sommergibile FR 114 (ex francese Espadon, dal 17 al 22 gennaio 1943) per il solo trasferimento in Italia.
Dal 1º febbraio assunse il comando dell'FR 111, l'unico sommergibile francese catturato a essere effettivamente rimesso in condizioni di operare e stanziato nella base di Augusta.

### La morte in combattimento

Il Phoque, catturato dagli italiani e ribattezzato FR 111

Il battello ebbe il tempo di svolgere una sola missione di trasporto. il 27 febbraio 1943, quando, lasciò la base di Augusta con 28,5 t materiale e viveri destinati a Lampedusa che, in quel tempo, poteva essere rifornita soltanto per via subacquea, dato che l'aviazione alleata dominava incontrastata il cielo ed il mare circostante l'isola. Il mattino del 28 febbraio, per avaria alle linee d'asse delle eliche, chiese di rientrare e ottenuta l'autorizzazione invertiva la rotta e non potendo immergersi continuò a navigare in superficie.
Alle 14.45 del 28 febbraio 1943, mentre stava rientrando alla base di Augusta, venne avvistato e attaccato, a ondate successive, da tre cacciabombardieri Alleati; il sommergibile mitragliato e colpito da bombe, gravemente danneggiato, s'inabissò in breve tempo al largo di Capo Murro di Porco. Nell'affondamento del battello persero la vita il comandante, quattro altri ufficiali e 18 fra sottufficiali e marinai

### Gli onori
Nel luglio del 1948 lo stadio di Gazzi in Messina venne intitolato, con delibera del Consiglio Comunale, alla memoria di Giovanni Celeste. L'impianto ha ospitato gli incontri casalinghi del Messina, dal 1932 al 2004, quando è stato inaugurato il nuovo stadio San Filippo.
Nel 1954 i Cantieri Navali di Monfalcone, per onorare la memoria del padre tragicamente scomparso in guerra, scelsero come madrina del varo della motocannoniera 490 la figlia Rosa Celeste che, all'epoca della scomparsa del padre, aveva poco più di quattro anni.

### Annotazioni
1. ↑  Tale unità apparteneva alla 44ª Squadriglia del GRUPSOM IV con sede a Taranto.

### Fonti
1. 1 2 3 4 5 6 7 8 9 10  Granmirci.
2. 1 2  Bagnasco, Brescia 2013, p. 53.
3. 1 2 3  Bagnasco, Brescia 2013, p. 54.
4. 1 2  Bagnasco, Brescia 2013, p. 64.
5. ↑  Bagnasco, Brescia 2014, p. 132.
6. ↑  Bagnasco, Brescia 2014, p. 131.
7. ↑  Historia.
8. 1 2 3 4 5  Bagnasco, Brescia 2013, p. 65.
9. ↑   FR 111, su xmasgrupsom.com. URL consultato il 27 novembre 2010 (archiviato dall'url originale il 3 ottobre 2018).
10. ↑   Teucle Meneghini, CENTO SOMMERGIBILI NON SONO TORNATI, Roma, C.E.N. Centro Editoriale Nazionale, 1980 (6ª riedizione).
11. ↑  Giorgerini 1994, p. 359.
12. ↑   FR. 111, su xmasgrupsom.com. URL consultato il 27 novembre 2010 (archiviato dall'url originale il 3 ottobre 2018).
13. ↑  SOMMERGIBILISTI IMMOLATISI CON IL PROPRIO BATTELLO